# بمب‌گذاری ۲۰۱۰ استاوروپول
بمب‌گذاری ۲۰۱۰ استاوروپول (انگلیسی: 2010 Stavropol bomb blast) در ۲۶ مه ۲۰۱۰ حداقل هفت نفر براثر انفجار بمب در سالن کنسرت استاوروپول کشته شدند؛ و حداقل ۴۰ نفر مجروح شدند،یکی از مظنونین اهل مسکو، دیگری یک بیگانه، و مظنون سوم اهل جمهوری آذربایجان یا ترکیه بودند. این انفجار قبل از شروع یک کنسرت رخ داد. استاوروپول پیش از این حادثه، چنین حمله‌ای را تجربه نکرده بود و حوادث مشابه با این حمله با حملاتی که به داغستان شده بود ارتباط داشته‌است. روسیه اعلام کرد این یک «اقدام تروریستی» بوده‌است. در این حادثه هشت نفر کشته شدند و شمار بیشتری قریب به ۴۰ تن مجروح شدند.